# Checkpoint (computerspelterm)
Checkpoints (ook wel controlepunten genoemd) zijn locaties in computerspellen waarin de tussentijdse voortgang van een speler in het spel wordt opgeslagen. Bij deze punten zal de speler spawnen mocht hij doodgaan of door het niet halen van een opdracht opnieuw moeten beginnen. Sommige van deze controleposten zijn tijdelijk en worden gebruikt tot een nieuw checkpoint is geactiveerd. De meeste moderne games slaan echter het spel automatisch op in het geheugen op deze punten, dit is bekend als autosave.